# Węgorzynko
Węgorzynko (niem. Wangerinenhof, kaszub. Wãgòrzënko) – wieś w Polsce położona na Pojezierzu Bytowskim, w województwie pomorskim, w powiecie bytowskim, w gminie Miastko. 
Przez teren wsi przebiega Droga krajowa nr 21 oraz drogi powiatowe nr 1717G (Miastko-Trzcinno) oraz nr 1716G (łącząca DK21 z drogą powiatową 1717G). Przez teren wsi przebiegała nieistniejąca Linia kolejowa Bytów - Miastko, która obecnie jest szlakiem rowerowym. Na trasie wycieczkowej znajdują się trzy dobrze zachowane wiadukty kolejowe.
Tuż po wojnie teren wsi określany był mianem Miastko Wybudowanie Rejon Pierwszy. Do 1954 część miasta Miastko. W latach 1975–1998 miejscowość administracyjnie należała do województwa słupskiego.
Na terenie wioski znajdują się: oczyszczalnia ścieków obsługująca miasto Miastko i większość gminy, gminny posterunek energetyczny.
Miejscowość leży nad rzeką Studnicą i strumieniami Kątnik i Węgorzynka. Na terenie wioski znajdują się następujące zbiorniki wodne: Jezioro Lipczyńskie (Płaskie), Jezioro Kamaszyna i Jezioro Michałowskie. Część obszaru wsi leży na terenach należących do programu Natura 2000 (Dolina Wieprzy i Studnicy). 
Sołectwo Węgorzynko obejmuje trzy miejscowości: Węgorzynko, Łodzierz i Byczyna. 